# Матаев, Иосиф Самуилович
Ио́сиф Самуи́лович Мата́ев (26 апреля 1940, Махачкала, СССР — 19 января 2018, Тель-Авив, Израиль) — советский и российский танцовщик, балетмейстер, художественный руководитель и главный балетмейстер ансамбля «Лезгинка». Народный артист Российской Федерации (1993).

## Биография
Родился 26 апреля 1940 года в Махачкале в многодетной семье. По национальности — горский еврей. Сын, Эраст, — генеральный директор казенного учреждения «Соцэнерго» департамента здравоохранения Москвы.

## Карьера
С детских лет участвовал в ансамблях народного танца. Окончил ГИТИС им. А. В. Луначарского. С 1955 года — на профессиональной сцене.
Был солистом балета:
- Государственного ансамбля песни и танца Дагестана.
- Государственного Академического заслуженного ансамбля танца Дагестана «Лезгинка».

Затем работал ассистентом балетмейстера Государственного Академического заслуженного ансамбля танца Дагестана «Лезгинка».
С 1982 года (после смерти Танхо Израилова) по 1993 год — художественный руководитель и главный балетмейстер ансамбля «Лезгинка».
Умер 19 января 2018 года. Похороны прошли в Израиле.

## Постановки
Матаев — автор балетной сюиты «Думы матери», автор либретто, хореограф и режиссёр-постановщик балета «Парту-Патима».

## Награды и звания
- Народный артист Российской Федерации (30 ноября 1993 года) — за большие заслуги в области хореографического искусства[7]
- Народный артист Дагестана
- Лауреат Государственной премии им. Гамзата Цадасы